# Tournoi de Nouvelle-Zélande de rugby à sept
Ne doit pas être confondu avec Tournoi féminin de Nouvelle-Zélande de rugby à sept.
Le tournoi de Nouvelle-Zélande de rugby à sept (en anglais : New Zealand Sevens) est un tournoi de tournoi de rugby à sept, étape de l'IRB Sevens World Series, qui se déroule annuellement à Wellington, en Nouvelle-Zélande.

## Historique
Le tournoi est intégré à l'IRB Sevens World Series dès la première édition, en 1999-2000. Toutes les éditions se déroulent au Westpac Stadium à Wellington jusqu'en 2017.
Le tournoi change par la suite de ville, pour aller au Waikato Stadium de Hamilton.
Alors que la fin de la saison 2019-2020 est interrompue par la pandémie de Covid-19, l'organisation de la saison 2020-2021 est par avance profondément modifiée : la tenue de l'étape néo-zélandaise est entre autres abandonnée.

## Affluence
D'abord une réussite, le tournoi de Nouvelle-Zélande se dispute dans le Westpac Stadium (36 000 places) avant de connaitre une baisse d'affluence conséquente :
- 2011 : places vendues en 3 minutes
- 2012 : places vendues en 20 minutes
- 2013 : places intégralement vendues
- 2014 : 58 000 personnes
- 2015 : 36 000 personnes
- 2016 : 29 500 personnes
- 2017 : 20 000 personnes.

Cette baisse rapide d'affluence pousse les organisateurs à se poser la question de la viabilité d'un tournoi à Wellington. Dès la saison suivante, le tournoi change de lieu.

## Palmarès
| Année     | Stade                       | Cup              | Cup     | Cup              | Plate / 5e place | Bowl / Challenge trophy | Shield / 13e place |
| Année     | Stade                       | Vainqueur        | Score   | Finaliste        | Vainqueur        | Vainqueur               | Vainqueur          |
| --------- | --------------------------- | ---------------- | ------- | ---------------- | ---------------- | ----------------------- | ------------------ |
| 1999-2000 | Westpac Stadium, Wellington | Fidji            | 24 – 14 | Nouvelle-Zélande | Canada           | France                  | -                  |
| 2000-2001 | Westpac Stadium, Wellington | Australie        | 19 – 17 | Fidji            | Samoa            | Afrique du Sud          | Japon              |
| 2001-2002 | Westpac Stadium, Wellington | Afrique du Sud   | 17 – 14 | Samoa            | Argentine        | France                  | Îles Cook          |
| 2002-2003 | Westpac Stadium, Wellington | Nouvelle-Zélande | 38 – 26 | Angleterre       | Samoa            | Canada                  | Tonga              |
| 2003-2004 | Westpac Stadium, Wellington | Nouvelle-Zélande | 33 – 15 | Fidji            | Tonga            | Argentine               | États-Unis         |
| 2004-2005 | Westpac Stadium, Wellington | Nouvelle-Zélande | 31 – 7  | Argentine        | Australie        | Kenya                   | Niue               |
| 2005-2006 | Westpac Stadium, Wellington | Fidji            | 27 – 22 | Afrique du Sud   | Angleterre       | Écosse                  | Fidji              |
| 2006-2007 | Westpac Stadium, Wellington | Samoa            | 17 – 14 | Fidji            | Angleterre       | Argentine               | Portugal           |
| 2007-2008 | Westpac Stadium, Wellington | Nouvelle-Zélande | 22 – 17 | Samoa            | Afrique du Sud   | Angleterre              | États-Unis         |
| 2008-2009 | Westpac Stadium, Wellington | Angleterre       | 19 – 17 | Nouvelle-Zélande | Afrique du Sud   | Îles Cook               | Écosse             |
| 2009-2010 | Westpac Stadium, Wellington | Fidji            | 19 – 14 | Samoa            | Australie        | Pays de Galles          | États-Unis         |
| 2010-2011 | Westpac Stadium, Wellington | Nouvelle-Zélande | 29 – 14 | Angleterre       | Fidji            | Kenya                   | États-Unis         |
| 2011-2012 | Westpac Stadium, Wellington | Nouvelle-Zélande | 31 – 26 | Fidji            | Afrique du Sud   | Kenya                   | Écosse             |
| 2012-2013 | Westpac Stadium, Wellington | Angleterre       | 14 – 19 | Kenya            | Australie        | Canada                  | Pays de Galles     |
| 2013-2014 | Westpac Stadium, Wellington | Nouvelle-Zélande | 21 – 0  | Afrique du Sud   | Australie        | Kenya                   | États-Unis         |
| 2014-2015 | Westpac Stadium, Wellington | Nouvelle-Zélande | 27 – 21 | Angleterre       | Fidji            | France                  | Canada             |
| 2015-2016 | Westpac Stadium, Wellington | Nouvelle-Zélande | 24 – 21 | Afrique du Sud   | Australie        | Samoa                   | France             |
| 2016-2017 | Westpac Stadium, Wellington | Afrique du Sud   | 26 – 5  | Fidji            | Argentine        | Kenya                   | Samoa              |
| 2017-2018 | Waikato Stadium, Hamilton   | Fidji            | 26 – 5  | Afrique du Sud   | Samoa            | États-Unis              | France             |
| 2018-2019 | Waikato Stadium, Hamilton   | Fidji            | 38 – 0  | États-Unis       | Écosse           | Angleterre              | Tonga              |
| Année     | Stade                       | Cup              | Cup     | Cup              | 3e place         | 4e place                |                    |
| 2019-2020 | Waikato Stadium, Hamilton   | Nouvelle-Zélande | 27–5    | France           | Australie        | Angleterre              |                    |